# 中山信政
中山 信政（なかやま のぶまさ、文禄元年（1592年） - 延宝5年10月28日（1677年11月22日））は、常陸松岡藩の第2代当主。幕臣から水戸藩附家老・中山家2代。初代当主・中山信吉の長男。母は久下氏。正室は向井正綱の娘。子は娘（中山某室）。官位は従五位下・市正。
文禄元年（1592年）、水戸徳川家家臣だった父・信吉の嫡子として生まれる。大膳を称し、慶長14年（1609年）、16歳で徳川秀忠に仕え、小姓組に属し500俵を与えられる。大坂の陣には冬･夏ともに参戦した。寛永3年（1626年）、徳川家光の上洛にも幕臣として供奉した。寛永5年（1628年）11月、父の主君である水戸藩主・徳川頼房に仕え家老となり、寛永11年（1634年）7月22日、従五位下・市正に叙任。寛永19年（1642年）の父の死で家督を相続した。2月には頼房の子松平頼重が分家を設立した際に、讃岐国高松城を受領するために派遣された。
男子がなかったため、慶安4年（1651年）に弟の信治に家督を譲って隠居した。延宝5年（1677年）没した。墓所は埼玉県飯能市中山の智観寺。
信政の代には、領地が常陸国松岡に移された。

## 系譜
父母
- 中山信吉（父）
- 久下氏（母）

正室
- 向井正綱の娘

子女
- 中山某室

養子
- 中山信治 - 信吉の四男